# Tespia
Tespia (în greacă veche Θεσπιαί, transliterat: Thespiaí) a fost un oraș-stat din Grecia Antică, situat în Beoția. Se afla pe o câmpie înconjurată de mai multe dealuri întinse de la poalele Muntelui Helicon până spre Teba. Urmașul modern al așezării este localitatea Thespies.
Polisul este cel mai cunoscut pentru implicarea sa în timpul celei de-a doua invazii persane a Greciei, când 700 de hopliți tespieni au luptat alături de spartani în Bătălia de la Termopile, confruntându-se cu perșii și permițând restului de forțe grecești să se retragă strategic. De asemenea, a fost unul dintre puținele orașe beoțiene care a continuat să se opune ahemenizilor chiar și după ce au pierdut lupta. În Grecia Antică, Tespia a fost un rival al Tebei și a supraviețuit ocupației romane.

## Istorie
Tespia a fost unul dintre orașele alianței federale cunoscute sub numele de Liga Beoțiană. Tradițional, se consideră că beoțienii au fost un popor alungat din Tesalia la scurt timp după miticul Război Troian, colonizând câmpia omonimă pe parcursul mai multor generații. Ocuparea locului pe care s-a dezvoltat Tespia a făcut parte dintr-o etapă mai târzie a acestei migrații. De asemenea, există și ipoteze care susțin originea miceniană a acestui popor.

### Perioada Arhaică
În perioada Greciei Arhaice (c. 800-480 î.Hr.), nobilimea tespiană era puternic dependentă de Teba. Acest aspect e reflectat de posibilitatea faptului că proprietatea asupra pământului era concentrată în mâinile unui număr mic de aristocrați, creându-se deci dificultăți în echiparea unei forțe eficiente și independente de hopliți. Prin urmare, Tespia a decis să devină un aliat apropiat al Tebei. Tespienii au distrus Ascra cândva între 700 și 650 î.Hr., urmând să colonizeze orașul Eutresida în secolul VI î.Hr. Mai târziu, au preluat controlul asupra polisurilor Creusida, Sife, Tisbe și Corise, probabil la sfârșitul secolului al VI-lea.
Conform lui Plutarh, tesalienii au invadat Beoția și ajuns până aproape de Tespia cu mai mult de 200 de ani înainte de Bătălia de la Leuctra, purtată în jurul anului 571 î.Hr. Această invazie ar fi putut da Tespiei impulsul de a se alătura Ligii Beoțiene. Pe de altă parte, Herodot sugerează că Tespia a fost membru ligii doar cât timp a fost și Teba și s-a alăturat tot prin prisma legăturilor sale puternice cu acest polis. După Războaiele Medice, Tespia a oferit ligii doi beotarhi (lideri), probabil unul în slujba orașului și celălalt pentru conducerea împrejurărilor aflate sub controlul său.

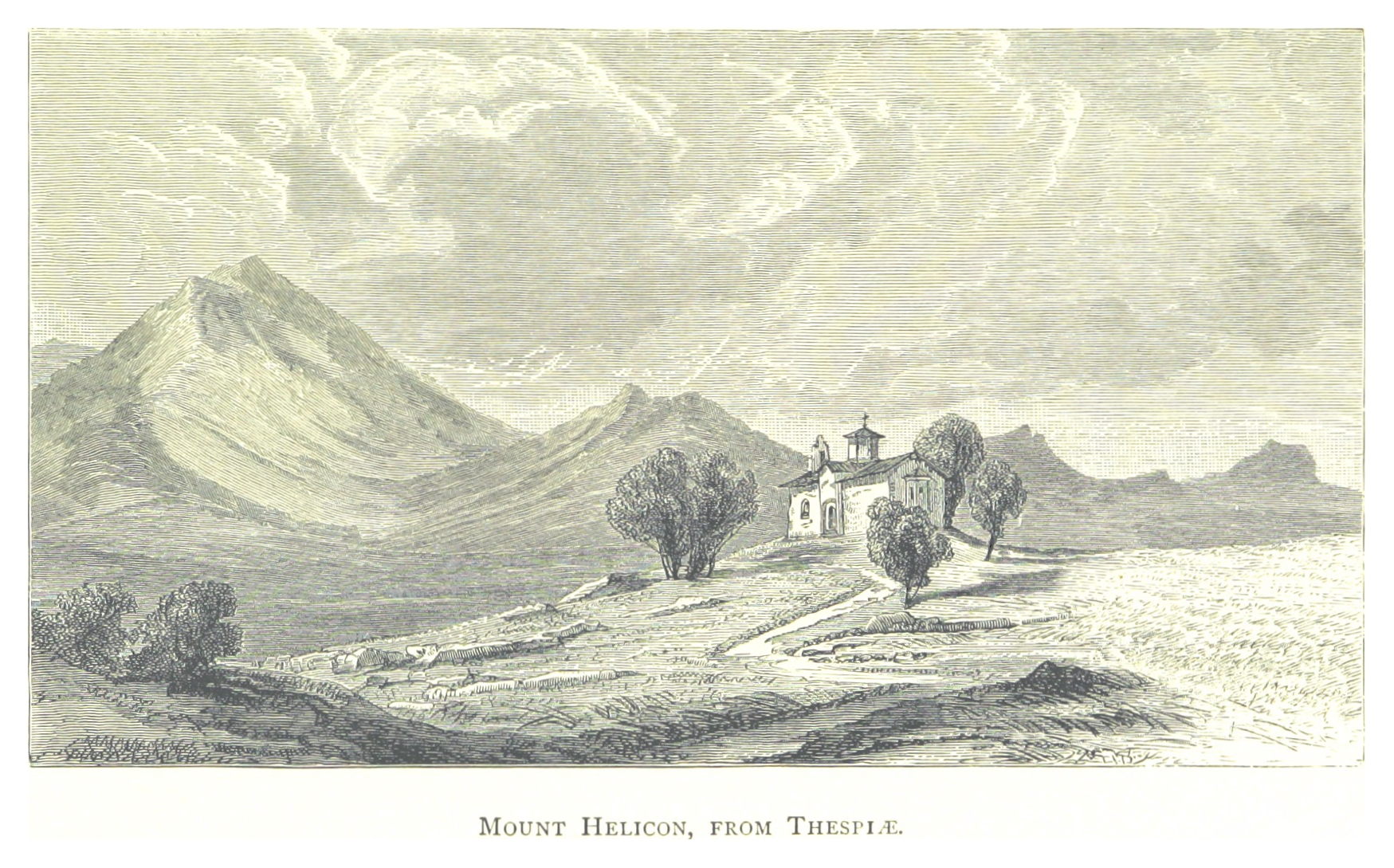
Muntele Helicon văzut din Tespia, Henry Farrer, 1882

### Războaiele Medice
Până în momentul invaziei persane din 480 Î.Hr., capacitatea Tespiei de a coordona o forță substanțială de hopliți se schimbase. Astfel, Tespia și Teba au fost singurele orașe beoțiene care au trimis un contingent de luptă la Termopile, primii trimițând o forță de 700 de hopliți care au rămas să lupte alături de spartani până în ultima zi a bătăliei. În consecință, în 1997, guvernul grec a dedicat un monument tespienilor căzuți în luptă, alături de cel mai vechi, construit pentru spartani. După ce orașul a fost incendiat de Xerxes, locuitorii rămași au furnizat o forță de 1.800 de oameni pentru confederația grecească angajată în Bătălia de la Plateea.

### Războiul Peloponesiac
În timpul invaziei ateniene a Beoției, din 424 î.Hr., contingentul tespian al beoțienilor a suferit pierderi grele în Bătălia de la Delium. În anul următor, tebanii au distrus zidurile Tespiei sub acuzația că aceștia sunt de partea atenienilor, posibil ca măsură pentru a preveni o revoluție democratică ce chiar s-a înfăptuit în 414. Tebanii i-au ajutat să o suprime.

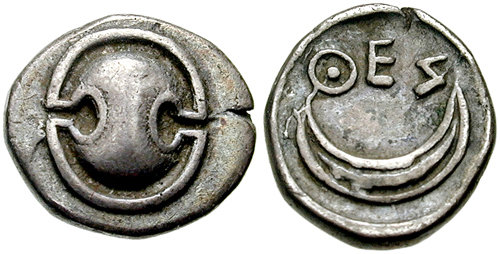
Obol din Tespia. Avers: Scut beoțian. Revers: Semilună sub inscripția ΘΕΣ[ΠΙΕΩΝ], Thes[pieon] (al Tespienilor)

### Războiul Corintian
În Războiul Corintian, Tespia a făcut inițial parte din alianța antispartană. În Bătălia de la Nemea, din 394 î.Hr., tespienii au luptat împotriva pelenii, în timp ce restul aliaților spartani au fost învinși de alți beoțieni. După luptă, a devenit un aliat al Spartei și a servit drept avanpost pentru campaniile acesteia din Beoția duse în restul războiului. Orașul a devenit autonom, așa cum a fost stipulat în Pacea Regelui din 386 Î.Hr., care a pus capăt Războiului Corintian și și-a menținut acest statut până în 373. În același an, tespienii au fost supuși de tebani, exilați din Beoția și ajunși la Atena, împreună cu platenii, în căutarea susținerii lor. Astfel, li s-au alăturat împotriva spartanilor și au trimis soldați în Bătălia de la Leuctra, unde beotarhul Epaminonda le-a permis, totuși, să se retragă înainte de conflict. La scurt timp după bătălie, Curând după, Tespia a fost distrusă, de data aceasta total, de Teba și și-a văzut locuitorii expulzați. Mai târziu, orașul a fost, însă, refondat.

### Perioada Elenistică
În 335 î.Hr., tespienii au format o alianță cu Alexandru cel Mare împotriva Tebei, oraș dărâmat la puțin timp după de regele macedonean. 
Celebra hetairă Frine s-a născut la Tespia în sec. IV î.Hr., deși pare să fi trăit în Atena. Una dintre anecdotele faimoase despre aceasta spune că s-a oferit să finanțeze reconstrucția zidurilor tebane cu condiția ca pe acestea să fie înscrise cuvintele:
„Distruse de Alexandru;
Restaurate de Frine curtezana.”
În Antologia Greacă, este scris că pe un altar din Tespia a existat un tripod dedicat lui Zeus, cu atributul Tunătorul (greacă veche Ἐριβρεμέτῃ). Acesta a fost construit pentru soldații tespieni care au luptat în Asia, alături de Alexandru cel Mare, pentru a-i răzbuna pe strămoșii lor.

### Războaiele Mitridatice și Imperiul Roman
Tespia a căutat prietenia Republicii Romane în războiul împotriva lui Mitridate al VI-lea. Strabon o menționează ulterior ca o așezare de o dimensiune considerabilă și de Pliniu ca un oraș liber al Imperiului Roman, statut oferit ca recompensă pentru sprijinul său împotriva regelui pontic. Tespia a găzduit un număr important de negustori romani până la refondarea Corintului în 44 î.Hr.

## Mitologie
Tespia a fost un loc notoriu în numeroase mituri, deși nu era considerat un oraș grec foarte important. Poate cea mai faimoasă figură mitologică legată de oraș a fost Narcis, un tânăr tespian care, după ce și-a privit reflexia într-o piscină, s-a îndrăgostit de el însuși. Polisul a apărut și în mitul lui Heracle, erou care a ucis Leul din Citeron, o fiară legendară care hărțuia locuitorii orașului. Drept recompensă, i s-a oferit o noapte cu fiecare dintre cele cincizeci de fiice ale regelui Tespiu.
Oamenii locului erau terorizați în mod similar de un șarpe, Dragonul Tespian, căruia îi sacrificau un tânăr în fiecare an. Bestiaa fost în cele din urmă ucisă de un bărbat pe nume Menestrat, care, dorind să-și salveze iubitul Cleostrat, s-a lăsat înghițit purtând o platoșă cu țepi care a sfârtecat șarpele din interior.
Muntele Helicon, despre care se crede că a fost creat de Pegas, se găsește în apropierea orașului. Muzele stăteau adesea pe lângă un cunoscut izvor sacru al acestui munte, numit Hipocrene.
Etimologia mitică a numelui Tespiei este contestată, părerile perioadei despre originea orașului fiind împărțite între regele Tespiu, fondatorul legendar al orașului, și Tespia, o naiadă răpită de Apollo. Aceasta era o fiică a lui Asop, zeul fluviilor.

## Religie
Potrivit lui Pausania, zeitatea cea mai venerată în Tespia a fost Eros, a cărui imagine primitivă era o piatră nefinisată. Orașul conținea multe opere de artă, printre care Erosul lui Praxitele, considerată una dintre cele mai faimoase statui din lumea antică. Notorietatea sculpturii l-a făcut pe Caligula să o ducă la Roma, fiind mai târziu readusă în orașul de origine de către Claudiu, și mai apoi luată din nou de Nero. O altă lucrare a lui Praxitele, asociată cu Tespia, a fost o altă Afrodită, după care se consideră că a fost modelată Venus din Arles. A existat și o statuie de bronz a lui Eros, sculptată de Lisip.

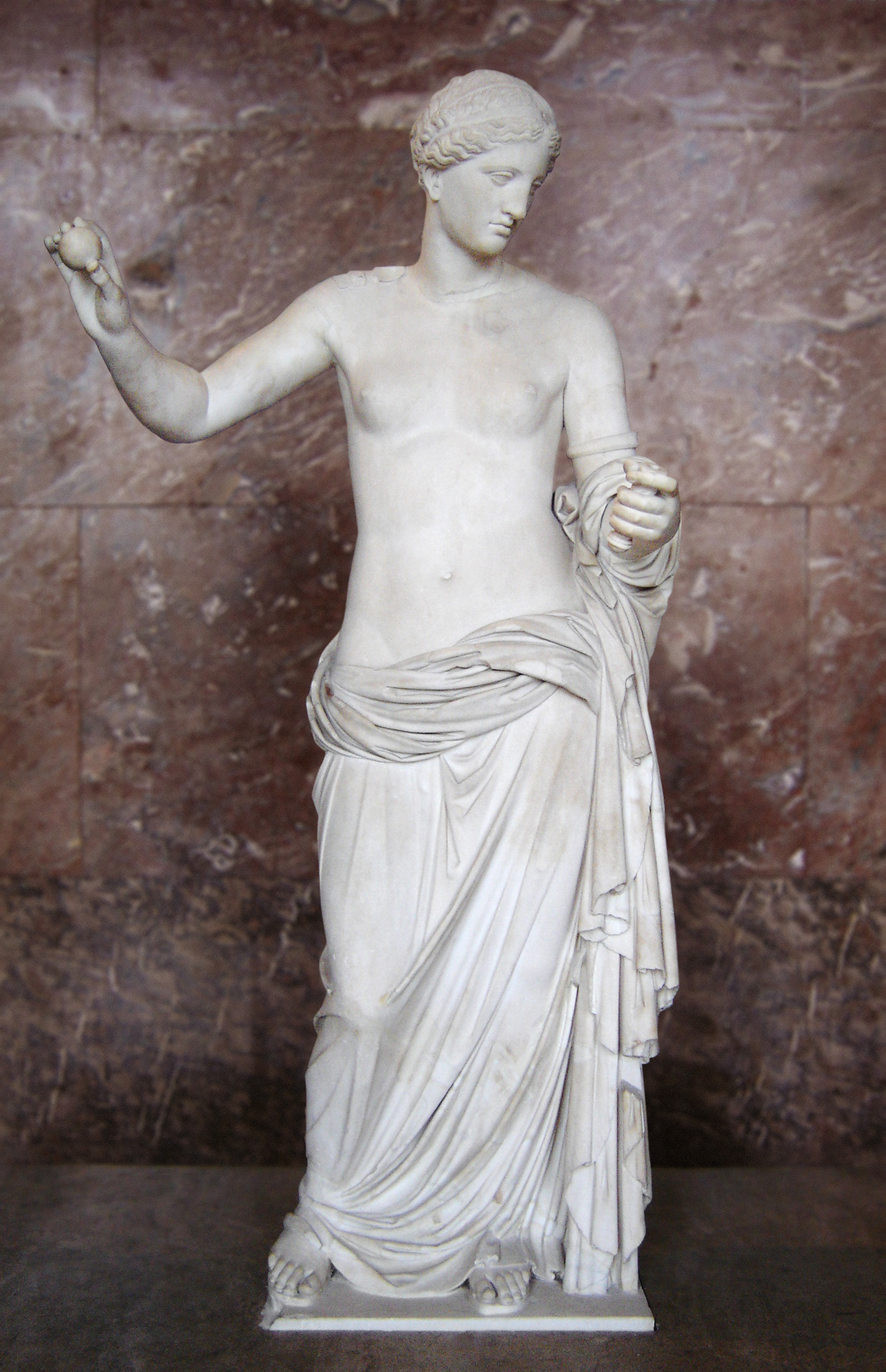
Venus din Arles

Tespienii celebrau Erotidia (greacă veche Ἐρωτίδεια), o perioadă de sărbători extravagante și opulente dedicate lui Eros.
Aceștia venerau, de asemenea, și Muzele, cinstite cu un altar în Valea Muzelor și sărbătorite într-un festival în crângul sfânt de pe Muntele Helicon.

## Personalități
- Demofil din Tespia, comandant al tespienilor în Bătălia de la Termopile.
- Frine, hetairă adusă în fața judecății pentru necredința sa în zei și apărată de un orator faimos din epocă, Hiperide.
- Amfion, scriitor din Antichitate.

## Arheologie

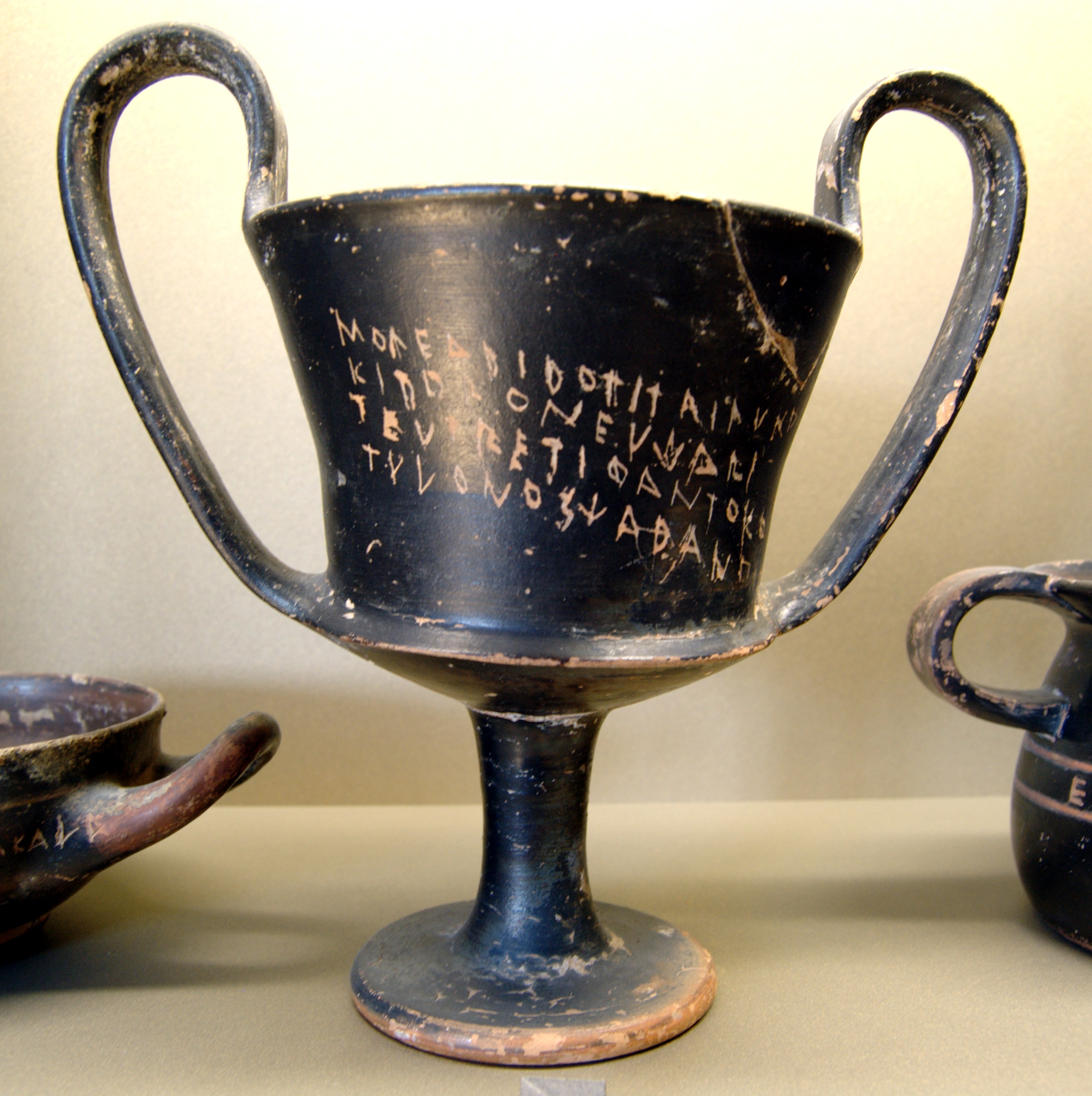
Cantar din Tespia, inscripționat în alfabetul beoțian, 450-425 î. Hr.

Rămășițele a ceea ce a fost probabil vechea acropolă sunt reprezentate de linie ovală de fortificații, înconjurată spre est și sud de fundații de diferite locuințe. În 1882, pe drumul spre Leuctra au fost descoperite rămășițele unui mormânt comunal, numit polyandrion și un leu colosal din piatră. Mormântul conține atât rămășițe incinerate, probabil de la o ardere pe rug, cât și șapte înhumări, datând din a doua jumătate a secolului al V-lea î.Hr. 
Acesta este de obicei considerat ca fiind cel al tespienilor căzuți în Bătălia de la Delium din 424 î.Hr.